# Hatha Karunaratne
Hatha Kapuralalage Karunaratne (ur. 21 października 1941 w Karawanelli, zm. w październiku 1983 w Palali) – cejloński bokser, olimpijczyk.
W 1967 roku zdobył mistrzostwo Azji w wadze papierowej.
Startował w wadze papierowej na Letnich Igrzyskach Olimpijskich 1968 (Meksyk). W pierwszej rundzie miał wolny los, a w kolejnej wygrał jednogłośnie na punkty z Birmańczykiem Thet U Laiem. W ćwierćfinale przegrał jednak z późniejszym mistrzem olimpijskim Francisco Rodríguezem (w drugiej rundzie sędzia przerwał pojedynek, gdyż Lankijczyk nie był w stanie go kontynuować (nie był to nokaut)).